# Rimularia badioatra
Rimularia badioatra är en lavart som först beskrevs av Kremp., och fick sitt nu gällande namn av Hertel & Rambold. Rimularia badioatra ingår i släktet Rimularia och familjen Trapeliaceae.  Arten är reproducerande i Sverige. Inga underarter finns listade i Catalogue of Life.